# Racionalismo econômico (Austrália)
Na política australiana, racionalismo econômico é um termo frequentemente usado na discussão sobre macroeconomia, aplicável à política econômica de muitos governos em todo o mundo, em particular durante os anos 1980 e 1990. Os racionalistas econômicos tendem a favorecer políticas de liberalização: desregulamentação, mercado livre, privatização de indústrias estatais, menor fiscalidade direta e maior fiscalidade indireta, e uma redução na dimensão do Estado bem-estar. Equivalentes incluem rogernomics (NZ), thatcherismo (Reino Unido) e reaganomics (EUA). No entanto, o termo também foi usado para descrever os defensores da reforma orientada para o mercado dentro do Partido Trabalhista Australiano, cuja posição estava mais próxima da Terceira Via.
Dado que se trata de uma frase utilizada pelo sociólogo alemão Max Weber em A Ética Protestante e o Espírito do Capitalismo, é altamente provável que o termo tenha sido extraído de lá e que suas denotações modernas possam ser todas acomodadas dentro do uso de Weber.[carece de fontes?] A sua utilização recente surgiu de forma independente na Austrália e derivou da frase "economicamente racional", utilizada como uma descrição favorável de políticas econômicas orientadas ao mercado. Suas primeiras aparições impressas foram no início da década de 1970 sob o Governo Whitlam, e foi quase invariavelmente usado em sentido favorável até o final da década de 1980.
O uso negativo agora dominante passou a ser amplamente utilizado durante a recessão de 1990; foi popularizado pelo livro best-seller de Michael Pusey Economic Rationalism in Canberra.[carece de fontes?]

## Crítica
O termo "racionalismo econômico" é comumente usado na crítica de políticas de econômicas mercado livre  como amorais ou antissociais. Nesse contexto, pode ser resumido como "a visão de que a atividade comercial... representa uma esfera de atividade na qual as considerações morais, além da regra da probidade empresarial ditada por interesse próprio esclarecido, não tenho nenhum papel a desempenhar".
A conhecida declaração de Margaret Thatcher, "Não existe sociedade. Existem indivíduos e existem famílias", é frequentemente citada nesse contexto, mas a interpretação dessa afirmação é contestada.

## Apoio
Os defensores do racionalismo econômico apresentaram dois tipos de respostas a críticas como as citadas acima. Alguns negaram que tais críticas sejam precisas e afirmam que o termo se refere apenas à formulação racional de políticas baseadas em análises econômicas sólidas, e não exclui a intervenção governamental pretendida para redistribuição renda, correção de falhas do mercado, etc.
Outros aceitaram a exatidão da descrição, mas argumentaram que a adoção de políticas radicais de mercado livre é inevitável e desejável. Outra declaração de Thatcher, "não há alternativa", é frequentemente citada nesse contexto.